# الإعلان (صحيفة فلسطينية)
الإعلان صحيفة فلسطينية صدرت عام 1926م في مدينة القدس مرتين في الأسبوع، في فترة الانتداب البريطاني على فلسطين. وتختص الصحيفة في التجارة والعلم والأدب. صاحب الجريدة ميشيل سليم نجار، أما مديرها المسؤول فهو ألكسي سموري. كان مركز إدارة الصحيفة ومطبعتها يقع في شارع الأنبياء بالقدس. لعبت الصحيفة دورًا هامًا في خدمة التجارة والصناعة، وبالتحديد دورها في إعلاء شأن الإعلانات التجارية لأصحاب التجارة والصناعة. تعّرف الصحيفة نفسها بكونها «أنشأت خصيصًا لخدمة الصناعة والتجارة، كما تعد مطبعتها من أكبر المطابع العربية في فلسطين مع إمكانية الطباعة في اللغات الرسمية الثلاث (العربية، الإنجليزية والعبرية)».